# Goodbye (Def Leppard)
Goodbye è un singolo del gruppo musicale britannico Def Leppard, pubblicato nel 1999 ed estratto dall'album Euphoria.

## Tracce
- CD Parte 1

1. Goodbye (The Video)
2. Burnout
3. Immortal

- CD Parte 2

1. Goodbye
2. Who Do You Love? (Ian Hunter cover)
3. When Love and Hate Collide (The Video)